# Lauro Montana
Lauro Augusto Andrade Pastor Almeida Júnior, conhecido por Lauro Montana (Manaus, 7 de abril de 1979 - Brasília, 9 de outubro de 2021), foi um ator, DJ e professor brasileiro.

## Biografia
Lauro "Montana" nasceu em Manaus, em 7 de abril de 1979, filho do Coronel do Exército, Lauro Pastor (falecido em 2020), militar que servia no Comando Militar da Amazônia, e de Lucimar Paraguassú, bancária e servidora pública. A família de sua mãe é originalmente de Porto Velho, Rondônia. A família do pai é estabelecida no Rio de Janeiro desde os anos 1950, uma vez que seu avô, o catedrático em Matemática professor Lauro Pastor Almeida, mudou-se para a cidade para lecionar no tradicional Colégio Pedro Segundo. 
Se mudou com a mãe e suas duas irmãs para Brasília, em 1981, após a separação dos pais. Estabeleceram residência primeiramente no Bloco D e, depois, no Bloco K, da SQS 215, no Plano Piloto. Foi aluno do Colégio Marista e do Colégio Sigma. Graduou-se em História pela UNIP e fez especialização em Ciência Política, na Universidade de Brasília (UnB). 
Parte da cena do rock underground de Brasília ainda no início da década de 1990, Lauro foi responsável pela trilha sonora de inúmeras festas na cidade, se tornando uma figura conhecida na cena.
No começo dos anos 2000 Montana começou sua carreira cinematográfica, com filmes amadores como a série Demência (Atos I, II e III), Demência 2 (Atos I, II e III), É Nois, No Parque Montanaro (curtíssima com amigos), tendo evoluído na carreira até fazer Sequestramos Augusto César, que chegou a lhe render um Kikito no Festival de Cinema de Gramado de 2005 na categoria de Melhor Ator em curta metragem 16mm.
Lauro também era professor de História. Lecionou temporariamente em escolas do GDF e, à época de sua morte, lecionava na Escola Franciscana Nossa Senhora de Fátima para alunos do Ensino Médio.

## Prêmios e Filmografia
- Sequestramos Augusto César (2004) - direção: Guilherme Campos (kikito de Melhor Ator em Curta 16mm)
- Demência (Atos I, II] e  III) (2004) - câmera: André Delavy; edição: SteveEPonto
- Demência II (Atos I, II e III) - direção: André Delavy; edição: SteveEPonto
- No Parque Montanaro (2007) - com Túlio DFC e Silvio Pozza, direção: André Delavy; edição: SteveEPonto
- A Janela (curta, 2010) - direção: João Batista Melo
- Ratão (curta, 2010) - direção: Santiago Dellape
- Deus (curta, 2011) - direção: André Miranda
- Um Assalto de Fé (2011) - direção: Cibele Amaral
- Ape X & The Neanderthal Death Squad - The Awakening of the Cthulhu (videoclipe, 2012) - direção: Mateus Araújo
- A Repartição do Tempo (2016) - contracena com Dedé Santana - direção: Santiago Dellape
- Meio Expediente (2017) - direção: Santiago Dellape